# Ростовка (Называевский район)
Ростовка — деревня в Называевском районе Омской области. В составе Черемновского сельского поселения.

## История
Основана в 1892 г. В 1928 г. поселк Ростовка состояло из 160 хозяйств, основное население — русские. В составе Лесковского сельсовета Называевского района Омского округа Сибирского края.

## Население
| 1926 | 2002 | 2010 |
| ---- | ---- | ---- |
| 976  | ↘120 | ↘74  |